# Marek Dziekan
Marek Marian Dziekan (ur. 27 marca 1965 w Pacanowie w woj. świętokrzyskim) – prof. dr hab., kierownik Katedry Bliskiego Wschodu i Północnej Afryki Uniwersytetu Łódzkiego, pracownik Katedry Arabistyki i Islamistyki Uniwersytetu Warszawskiego i Pracowni Języka i Kultury Arabskiej Uniwersytetu Mikołaja Kopernika w Toruniu oraz Przewodniczący Rady Programowej Międzywydziałowych Indywidualnych Studiów Humanistycznych na Uniwersytecie Łódzkim. Wieloletni członek, a w latach 2012–2021 prezes Polskiego Towarzystwa Orientalistycznego.  

## Życiorys
Absolwent III Liceum Ogólnokształcącego w Tarnowie. W 1988 ukończył studia filologiczne na Uniwersytecie Warszawskim. W Instytucie Orientalistycznym UW na podstawie napisanej pod kierunkiem Janusza Daneckiego rozprawy pt. Śmierć w arabskiej poezji przedmuzułmańskiej uzyskał w 1992 stopień naukowy doktora nauk humanistycznych w dyscyplinie literaturoznawstwo specjalność filologia orientalna. W 1997 na Wydziale Neofilologii UW na podstawie dorobku naukowego i rozprawy pt. Quss Ibn Sa'ida al-Iyadi. Legenda życia i twórczości nadano mu stopień doktora habilitowanego nauk humanistycznych w dyscyplinie literaturoznawstwo w specjalności literaturoznawstwo. Tytuł naukowy profesora nauk humanistycznych otrzymał w 2002.
Jest autorem wielu prac naukowych, popularnonaukowych i przekładów. Zajmuje się historią cywilizacji arabsko-muzułmańskiej, islamem klasycznym i współczesnym.
Wraz z Januszem Daneckim był ekspertem wielu mediów podczas wojny w Iraku. Od początku negatywnie oceniał działania amerykańskie jako „sposób wprowadzania demokracji w Iraku”.

## Wybrane publikacje
- Arabia magica: wiedza tajemna u Arabów przed islamem, Warszawa 1993. ISBN 83-900564-6-1
- Symbolika arabsko-muzułmańska. Mały słownik, Warszawa 1997. ISBN 83-7192-019-9
- Arabowie. Słownik encyklopedyczny (red. M. Dziekan), Warszawa 2001. ISBN 83-01-13468-2
- Historia Iraku, Warszawa 2002. ISBN 83-88938-21-5
- Pisarze muzułmańscy VII–XX w. Mały słownik, Warszawa 2003. ISBN 83-7192-201-9
- Irak. Religia i polityka, Warszawa 2005. ISBN 83-7151-695-9
- Cywilizacja islamu w Azji i Afryce, Warszawa 2007. ISBN 83-05-13504-7
- Dzieje kultury arabskiej, Warszawa 2008. ISBN 978-83-01-15450-9
- Złote stolice Arabów. Szkice o współczesnej myśli arabskiej, Warszawa 2011. ISBN 978-83-07-03272-6